# Hermann Friedrich Perthes
Hermann Friedrich Perthes (auch Hermann Perthes; * 5. Februar 1840 in Bonn; † 13. Juni 1883 ebenda) war ein deutscher Klassischer Philologe und Gymnasiallehrer.

## Leben
Perthes war der Sohn des Rechtswissenschaftlers Clemens Theodor Perthes. Er absolvierte das Bonner Gymnasium, an dem Ludwig Schopen erheblichen Einfluss auf ihn ausübte. 1858 nahm er ein Studium der Philologie an der Universität Bonn auf, an der insbesondere Otto Jahn und Friedrich Ritschl seine Lehrer waren. 1861 wechselte er zum weiteren Studium an die Universität Berlin, an der hauptsächlich bei August Boeckh und Moriz Haupt studierte. Nach Bonn zurückgekehrt, wurde er an der dortigen Universität mit der Dissertation Quaestiones Livianae zum Dr. phil. promoviert. Seine Dissertation fand in der damaligen Fachwelt große Aufmerksamkeit. Zudem bestand er 1863 die Schulamtsprüfung.
Perthes erhielt im Oktober 1863 eine Stelle am Gymnasium Wesel, bevor er 1865 als Adjunkt an das Joachimsthalsche Gymnasium nach Berlin kam. Im Frühjahr 1868 wurde er an das Progymnasium von Moers als Direktor berufen, 1771 wechselte er auf die Stelle des Direktors am Gymnasium von Treptow an der Rega.
Perthes folgte 1873 einem Ruf des Großherzogs Friedrich I. von Baden, der ihn mit dem Titel Geheimer Hofrat als Prinzenerzieher anstellte. In dieser Zeit erkrankte er an einem Lungenleiden, weshalb er seine Stellung 1876 aufgeben musste. Er siedelte nach Davos über. Dort eröffnete er am 1. August 1878 das Fridericianum, benannt nach dem Badischen Großherzog, an dem Jungen mit einem Brustleiden unterrichtet wurden. 1880 siedelte er aus gesundheitlichen Gründen wieder nach Bonn über. Er behielt zwar die Schulleitung aus der Ferne, das Tagesgeschäft übertrug er jedoch einem Lehrer seiner Anstalt. 1883 starb er an seinem Lungenleiden.
Sein Sohn war der Chirurg Georg Perthes (1869–1927).

## Schriften (Auswahl)
- Quaestiones Livianae. Marc, Bonn 1863.
- Die Peleiaden zu Dodona: eine religionsgeschichtliche Untersuchung. Spaarmann, Moers 1869.
- Lateinisch-deutsche vergleichende Wortkunde im Anschluss an Caesar’s Bellum gallicum. Weidmann, Berlin 1873.
- Etymologisch-phraseologisches Vocabularium im Anschluss an Vogel’s Nepos Plenior. Weidmann, Berlin 1873.
- Lateinische Wortkunde im Anschluss an die Lectüre. Weidmann, Berlin 1874.
- Cäsar-Wortkunde zum Privat-Studium. Lexilogisch-stilistisches Hülfsbuch. Weidmann, Berlin 1880.